# Jeden dzień Iwana Denisowicza
Jeden dzień Iwana Denisowicza – opowiadanie Aleksandra Sołżenicyna, opublikowane w 1962 w radzieckim magazynie literackim „Nowyj Mir”. Książka opisuje jeden dzień więźnia sowieckiego łagru, Iwana Denisowicza Szuchowa.
Opowiadanie to jest pierwszym utworem laureata literackiej Nagrody Nobla. Po opublikowaniu tytuł ten przyniósł autorowi międzynarodowy rozgłos. Przez 25 lat obowiązywał w Polsce zakaz jego drukowania. Oparta na wątkach autobiograficznych opowieść w realistyczny sposób odtwarza losy zwykłego człowieka zesłanego do gułagu. Polskie tłumaczenie: Witold Dąbrowski i Irena Lewandowska.

## Fabuła
Głównym bohaterem utworu jest Iwan Denisowicz Szuchow, skazany na dziesięć lat za rzekomą zdradę ojczyzny chłop z Tiemgieniowa. Akcja rozgrywa się w roku 1951. Jako jeden z wielu byłych żołnierzy, zbiegły z niemieckiej niewoli, zostaje pod tym pretekstem bezpodstawnie oskarżony o szpiegostwo na rzecz hitlerowskiego wywiadu. Nikt wcześniej nie powrócił z obozu do rodziny, jednak przed Iwanem pojawia się nadzieja, że za rok jego kara się zakończy, co daje mu dodatkową motywację do walki z katorgą, którą przeżywa.
Dla Iwana każdy dzień to walka o przetrwanie i próba przeżycia: klimat syberyjski jest groźny, bohater jest niedożywiony, schorowany, trapiony przez służbę obozową, skłonną do nieludzkich zachowań, przymuszany do katorżniczej pracy. Ma jedno pragnienie: odsunąć w dal widmo rychłej śmierci. Jest jednym z wielu więźniów, podobnie jak on walczących o przetrwanie z prześladowcami, chorobami i własnymi słabościami.

W brygadzie jest tak: albo wszyscy dostają dodatkowy chleb, albo wszyscy wyzdychają.

Łagier jest więzieniem zarówno dla zwykłych chłopów jak Iwan, ale także miejscem, gdzie wegetują oficerowie, politycy czy artyści. Dowiadujemy się zarówno o prześladowcach, jak i o prześladowanych. Choć wśród więźniów przeważają ludzie uczciwi, nie brakuje donosicieli. Większość skazańców znajduje się tutaj z błahych powodów, przekonań religijnych, niewłaściwych znajomości, „nieprawomyślnych tekstów”. Wielu więźniów nie potrafi sprostać nadludzkiemu wysiłkowi fizycznemu, nie potrafi podporządkować się nadzorcom stosującym brutalne zasady.
Więźniowie dzielą się też na biednych jak Iwan i na „arystokratów”, czyli tych otrzymujących często paczki od rodzin, co pozwala im na odrobinę większą swobodę. Aleksander Sołżenicyn odtwarza w swoim opowiadaniu codzienny reżim obozowy, ze swoimi zwyczajami i hierarchią, co robi w sposób beznamiętny.

## Charakterystyka utworu
Jeden dzień Iwana Denisowicza to przede wszystkim paradokumentalny zapis i świadectwo codziennego okrucieństwa w obozowej rzeczywistości radzieckich łagrów. Dzień w łagrze relacjonowany jest przez zbiorowego narratora, stanowiącego swoistą emanację ogółu społeczności więźniów, przez której pryzmat oceniane są zachowania zarówno skazanych, jak i ich nadzorców. Specyficzny sposób narracji pozwala wyrazić nastrój całej zbiorowości obozu w sposób powściągliwy, za pomocą obiektywnych relacji, z unikaniem czułostkowości, co jednak nie oznacza, że opisy są bezbarwne – przeciwnie.
Temat, nie forma utworu, był tym, co głównie interesowało jego pierwszych czytelników, publikacja stanowiła polityczną sensację w tamtym okresie, przez co Aleksander Sołżenicyn stał się z dnia na dzień pisarzem znanym w świecie za jednoznaczne przekreślenie marzeń o wyższości komunizmu nad innymi ustrojami społecznymi.